# Telephanus dilutus
Telephanus dilutus is een keversoort uit de familie spitshalskevers (Silvanidae). De wetenschappelijke naam van de soort werd in 1874 gepubliceerd door Edmund Reitter.